# ماثيو لو
ماثيو لو (بالصينية: 羅篤熹) (و. 1919 – 2009 م) هو قسيس صيني، توفي عن عمر يناهز 90 عاماً.

## مناصب
تولى منصب أسقف
.